# 仙台市立桂小学校
仙台市立桂小学校（せんだいしりつ かつらしょうがっこう）は、宮城県仙台市泉区桂3丁目にある公立小学校である。

## 概要
仙台市北部の泉パークタウン東部の桂地区にある小学校である。

## 沿革
- 1995年（平成7年）4月1日 - 仙台市立将監西小学校より分離開校[3]。

## 学区
出典
- 桂1丁目（全域）
- 桂2丁目（全域）
- 桂3丁目（全域）
- 桂4丁目（32番地の一部を除く）

## 進学先中学校
出典
- 仙台市立将監中学校

## 周辺
- 英智学館仙台桂校 - 敷地が隣接。
- 将監十三丁目西公園
- 桂三丁目公園
- グリーンマート桂店
- 緑地公園
  - 桂島上ノ堤（池）
- 仙台市桂市民センター
- 社会福祉法人鼎会こどもの城保育園 - 進学前保育園のひとつ。
- 桂中央公園
- 東北自動車道 - ただし、付近にインターチェンジは付近には無く、泉インターチェンジは、やや離れている。
- このほか、めぐろ歯科クリニックや桂耳鼻科などの医療機関も点在。

## アクセス
- 宮城交通バス「泉パークタウン線」で、「桂三丁目」停留所下車後、
  - のりば1（高森経由テクノ東・泉パークタウン行）から、徒歩約180m・約2分。
  - のりば2（泉中央駅行）から、徒歩約160m・約2〜3分。